# Equicontinuïtat
En anàlisi matemàtica, una família de funcions és equicontínua si totes les funcions són contínues i tenen una variació equivalent sobre un veïnat donat, en un sentit precís descrit. Concretament, aquest concepte s'aplica a famílies comptables, i, per tant, seqüències de funcions.

## Explicació de l'equicontinuïtat
Siguin {\displaystyle (X,{\mathcal {T}})\,} espai topològic, {\displaystyle (Y,d)\,} espai mètric, i {\displaystyle x_{0}} un punt a {\displaystyle X}. Un conjunt {\displaystyle H} de funcions de {\displaystyle X} a {\displaystyle Y} es diu equicontinu a {\displaystyle x_{0}} si i només si per a tot {\displaystyle r>0,\exists A} entorn de {\displaystyle x_{0}} tal que {\displaystyle \forall f\in H,f(A)\subseteq B(f(x_{o}),r)}
En particular, si {\displaystyle H} és equicontinu a {\displaystyle x_{0}}, aleshores totes les funcions que pertanyen a {\displaystyle H} són contínues a {\displaystyle x_{0}}.
Direm que {\displaystyle H} és equicontínua si ho és per a tot {\displaystyle x_{0}\in X}.

## Exemples
1. Si {\displaystyle H} és una família finita de funcions contínues, aleshores és equicontínua.
2. Si {\displaystyle (X,{\mathcal {T}})\,} és mètric i totes les funcions de {\displaystyle H} són Lipschitz contínues amb una mateixa constant {\displaystyle K}, aleshores {\displaystyle H} és equicontínua.
3. Sigui {\displaystyle (X,d)\,} espai mètric compacte, si {\displaystyle \{f_{n}\}} és una successió de funcions contínues de {\displaystyle K} a {\displaystyle \mathbb {R} } uniformement convergent, aleshores {\displaystyle \{f_{n}\}} és equicontínua.
4. Si {\displaystyle X,Y\subseteq \mathbb {R} }, totes les funcions de {\displaystyle H} són derivables, i existeix una constant {\displaystyle L>0} tal que {\displaystyle \forall f\in H,\forall x\in X,|f'(x)|<L}, aleshores es compleix que totes les funcions de {\displaystyle H} són Lipschitz contínues de constant {\displaystyle L}, i, per tant, {\displaystyle H} és equicontinu.

Aquesta última propietat és una de les més utilitzades per verificar l'equicontinuitat d'una família de funcions.